# Nicole Narain
Pour les articles homonymes, voir Narain.
Nicole Narain, née le 28 juillet 1974 à Chicago dans l'Illinois, est un modèle de charme et une actrice américaine. Elle a été notamment la playmate de Playboy en janvier 2002. 
Nicole est la première de sa famille proche à être née aux États-Unis : sa mère vient du Guyana, son père est asiatique, mi-indien, mi-chinois. 

## Apparitions dans les numéros spéciaux dePlayboy
- Playboy's Book of Lingerie, vol. 62, juillet 1998 - pages 48-49.
- Playboy's Book of Lingerie, vol. 64, novembre 1998 - pages 32-33.
- Playboy's Nude Playmates, avril 2003 - pages 56-57.
- Playboy's Book of Lingerie, vol. 92, juillet 2003.
- Playboy's Exotic Beauties, vol. 2, août 2003.
- Playboy's Playmate Review, vol. 19, août 2003 - pages 4-11.
- Playboy's Book of Lingerie, vol. 95, janvier 2004 - pages 18-19.